# Ježevo
Ježevo falu Horvátországban Zágráb megyében. Közigazgatásilag Rugvicához tartozik.

## Fekvése
Zágráb központjától 26 km-re délkeletre, községközpontjától 6 km-re keletre, az A3-as autópálya mellett fekszik.

## Története
A települést Jeseu alakban említik először Andrásnak a templomosok zelinai Szent Márton kolostora preceptorának („praeceptor domus milicie Templi de sancto Martino”) 1311. augusztus 1-jén kelt adománylevelében . Ebben az elöljáró odaadományozta Páris plébánosnak a bozsjákói birtoktest déli részén fekvő Jeseu és Tribuych falvakat, majd megerősítette a plébánost azon birtokaiban, melyet ugyanezen, Szent Márton rendház megelőző preceptora, Vilmos fráter adományozott neki. Az adomány fejében a plébános minden praediumért évente Szent Kozma és Damján ünnepén köteles volt hűbéri esküt tenni és egy báni dénárt tartozott fizetni a kolostornak. A két falu területe akkor még lakatlan volt, azokat a plébánosnak kellett betelepítenie.
Az adóösszeírás szerint a falunak 1598-ban 4 háztartása volt. 1630-ban a Mártonhegyi Szent Márton plébániához tartozó falvak között említi az egyházi vizitáció. 1669-ben az egyházlátogatáskor Jeseuo néven szerepel, ekkor említik Szentlélek templomát is. 1672-ben 10, 1680-ban 16 háztartást vettek nyilvántartásba az adóösszeírók. Régi fatemplomát 1688-ban is említik, de 1900-ban új, már falazott templomot építettek helyette és a Szentlélek tiszteletére szentelték fel.
1857-ben 625, 1910-ben 747 lakosa volt. Trianon előtt Zágráb vármegye Dugo Seloi járásához tartozott. Később Dugo Selo község része volt. 1993-ban az újonnan alakított Rugvica községhez csatolták. A falunak 2001-ben 453 lakosa volt.

## Lakosság
| Lakosság változása | Lakosság változása | Lakosság változása | Lakosság változása | Lakosság változása | Lakosság változása | Lakosság változása | Lakosság változása | Lakosság változása | Lakosság változása | Lakosság változása | Lakosság változása | Lakosság változása | Lakosság változása | Lakosság változása |
| ------------------ | ------------------ | ------------------ | ------------------ | ------------------ | ------------------ | ------------------ | ------------------ | ------------------ | ------------------ | ------------------ | ------------------ | ------------------ | ------------------ | ------------------ |
| 1857               | 1869               | 1880               | 1890               | 1900               | 1910               | 1921               | 1931               | 1948               | 1953               | 1961               | 1971               | 1981               | 1991               | 2001               |
| 625                | 629                | 640                | 774                | 686                | 747                | 710                | 699                | 593                | 594                | 564                | 486                | 438                | 452                | 453                |

## Nevezetességei
A Szentlélek tiszteletére szentelt temploma 1908-ban épült a régi fatemplom helyett. Értékes barokk berendezését egykori plébániatemplomából a régi Mártonhegyi gótikus Szent Márton templomból hozták ide, miután a plébánia székhelyét Dugo Selora helyezték át.
A Szent Antal-kápolna Ježevo központjában, az út mentén, egy keskeny, szabálytalan telken található. Az eredeti fából készült kápolnát temető vette körül, és a Szentlélek titulust viselte. A 17. század második felében említik először, 1908-ban a helyére leegyszerűsített historikus stílusban új, Szentlélek tiszteletére szentelt falazott kápolna épült. A Páduai Szent Antal-kápolna egyhajós épület, a hajónál keskenyebb, háromoldalú szentéllyel, kétoldalt négyzet alakú sekrestyékkel, a főhomlokzat fölött pedig egy téglalap alaprajzú harangtornyal, amelyet piramis bádogsisakkal zártak. Az épület téglából és kőből épült, külsejét rusztikus lizénák (melyeknek a belső falakon a hornyolt pilaszterek felelnek meg) és a félköríves ablaknyílások tagolják. A homlokzatok kiemelkedően magas lábazatúak és többprofilú tetőpárkánnyal végződnek. Bejáratánál fa dupla, félköríves ajtó található, felette a tornyon nagyméretű, félköríves ablakokkal.